# Acraea karschi
Acraea karschi är en fjärilsart som beskrevs av Aurivillius 1898. Acraea karschi ingår i släktet Acraea och familjen praktfjärilar. Inga underarter finns listade i Catalogue of Life.